# Libertà Frisona
La Libertà Frisona (in lingua frisone Fryske frijheid) è stata una dipendenza autogovernata del medievale Sacro Romano Impero, esistita tra il IX secolo e il 1498. Durante il periodo della Libertà Frisona l'area non ebbe un signore regnante che possedeva e amministrava le terre. La Libertà Frisona, che durante la sua massima estensione copriva tutta la regione storica della Frisia, si sviluppò nel vuoto amministrativo causato dalle dispute sui diritti rivendicati dai vari signori locali.
La Libertà Frisona era suddivisa in seelânnen, territori autonomamente amministrati che rispondevano alla sola autorità dell'Imperatore del Sacro Romano Impero. I territori, nonostante l'autonomia, seguivano comunque una politica e un sistema giuridico comune. I delegati dei seelânnen si incontravano presso Aurich in occasione della Pentecoste in un Upstalsboom, Consiglio per armonizzare le regole e le leggi su tutto il territorio della Frisia, al motto Eala Frya Fresena (in piedi, Frisoni liberi). Dal 1361 gli incontri si tennero anche a Groninga.
La Libertà Frisona terminò nel 1498, dopo più di un secolo di guerra civile tra le fazioni degli Schieringers e dei Vetkopers, quando l'imperatore Massimiliano I d'Asburgo cedette la Frisia quale feudo ad Alberto III di Sassonia quale risarcimento per un debito di 300 000 fiorini. Per farsi riconoscere dai frisoni come feudatario, Alberto, dovette comunque ripetutamente affrontarli con le armi, non riuscendoci. Neanche il figlio, Giorgio di Sassonia riuscì nell'intento e nel 1515 vendette il titolo di signore a Carlo II di Gheldria che riuscì a sottomettere definitivamente la Frisia occidentale e la Frisia centrale solo nel 1524.
Alla Libertà Frisona succedette la Signoria di Frisia. La città di Groninga costituì però un'eccezione e rimase una città stato fortificata, anche se formalmente non riconosciuta come tale dall'imperatore, fino al 1536, quando fu creata la Signoria di Groninga.